# Nasushiobara
Nasushiobara (Japans: 那須塩原市, Nasushiobara-shi) is een stad in de prefectuur Tochigi op het eiland Honshu, Japan. De stad heeft een oppervlakte van 592,82 km² en medio 2008 bijna 116.000 inwoners.

## Geschiedenis
Op 1 januari 2005 ontstond Nasushiobara met de status van stad (shi) na samenvoeging van de stad Kuroiso (黒磯市, Kuroiso-shi) met de gemeentes Nishinasuno (西那須野町, Nishinasuno-machi) en Shiobara (塩原町, Shiobara-machi).

## Verkeer
Nasushiobara ligt aan de Tohoku Shinkansen en de Utsunomiya-lijn van de East Japan Railway Company.
Nasushiobara ligt aan de Tōhoku-autosnelweg en aan de autowegen 4, 400 en 461.

## Geboren in Nasushiobara
- Yoko Shibui (渋井陽子, Shibui Yōko), langeafstandsloopster
- Yoshimi Watanabe (渡辺 喜美, Watanabe Yoshimi), politicus
- Aya Hirayama (平山あや, Hirayama Aya), actrice

## Aangrenzende steden
- Nikkō
- Ōtawara
- Yaita